# Droga wojewódzka nr 595
Droga wojewódzka nr 595 (DW595) – droga wojewódzka w środkowej części województwa warmińsko-mazurskiego o długości 16 km łącząca drogę krajową nr 16 w Barczewie z Jezioranami (DW593). Droga przebiega przez powiat olsztyński, gminy: Barczewo i Jeziorany.
Ostatnio na obszarze gminy Barczewo droga została w ramach przebudowy wzmocniona i poszerzona.

## Miejscowości leżące przy trasie DW595
- Łapka
- Kronowo
- Kronówko
- Stare Włóki
- Kostrzewy